# ورزشگاه بین‌المللی کریکت غازی امان‌الله
استادیوم بین‌المللی کریکت غازی امان‌الله (پشتو: د غازی امان‌الله نړیوال کرکټ لوبغالی) یک استادیوم استاندارد بین‌المللی کریکت در حومه جدید جلال‌آباد در ولایت ننگرهار. افغانستان است.
ساخت این استادیوم در ماه مارس ۲۰۱۰ زمانی که سنگ بنای آن توسط وزارت مالیه و رئیس فدراسیون کریکت افغانستان، عمر زاخیلوال گذاشته شد، آغاز شد. این پروژه در ۳۰ هکتار زمین اهدایی توسط مجری ساخت شهرک قاضی امان‌الله توسعه یافته‌است. فاز اول ساخت که یک سال طول کشید، ۱٫۸ میلیون دلار هزینه داشت و شامل تکمیل بنیادهای استادیوم بود. یک غرفه، محل اقامت بازیکنان و ساختمان‌های اداری ساخته شد بعد از مدتی ساخته شد. ظرفیت این ورزشگاه ۱۴۰۰۰ نفر می‌باشد. این استادیوم قبل از عزیمت تیم ملی و تیم زیر ۱۹ سال به کانادا و مسابقات مقدماتی جام جهانی کریکت زیر ۱۹ سال در ایرلند تکمیل شد. با امید به اینکه این استادیوم بتواند تیم‌های بین‌المللی را برای بازی با افغانستان که اکنون عضو کامل شورای بین‌المللی کریکت است، جذب کند.